# صالح بن نصر
صالح بن نصر، سرکرده عیاران شهر بُست بود. او علی‌رغم اینکه از پشتیبانی چندانی در میان مردم سیستان برخوردار نبود؛ اما توانست هفت سال قدرت آن منطقه را در دست داشته باشد. تا اینکه یعقوب لیث با سلسله حوادثی قدرتش را به مدد صالح بن نصر در سیستان محکم و استوار نماید.

## تاثیر صالح بن نصر بر آغاز کار حکومت صفاریان
در واقع این صالح بن نصر بود که با امارت خود در شهر بُست (اینک، شهر ویران نزدیک لشکرگاه در هلمند) موجب گردید یعقوب لیث وارد جریانات اصلی حوادث آن منطقه شود. با حرکتی که صالح بن نصر توسط عیاران به وجود آورد مردم شهر او را به امیری شهر بُست برگزیدند و صالح هم خراج ناحیه ای از شهر را برای خود و سپاهیانش هزینه کرد. او همواره در تلاش بود تا قدرت خود را در سیستان افزایش دهد.
در دوره‌ای که صالح امیر شهر بُست بود شورشی در ناحیه کش به رهبری محمد بن وهب و پسران حیان بن خزیم واقع شد اما این شورش با مقابله نیروهای سیستانی صالح و کثیر بن ورقاء و یعقوب لیث و درهم بن نصر سرکوب شد. قابل ذکر است یکی از علل به وجود آمدن آشوب در شهر بُست خراج گرفتن بیش از حد صالح بن نصر از مردم شهر و برخی نواحی روستایی آن دیار بود.
یکی از علل توجه صالح به سمت سیستان این بود که وی زاده سیستان بود اما بر سر راه قدرت گرفتن او یک مانع عمده وجود داشت و آن ولایتدار طاهری سیستان یعنی ابراهیم بن حضین بود.

## مقابلهٔ صالح بن نصر با ابراهیم بن حضین
ابراهیم بن حضین والی منصوب طاهریان برای آنکه شورش صالح بن نصر را فرونشاند پسرش محمد بن ابراهیم را با سپاهی به ناحیه بُست فرستاد. این حرکت سپاه محمد و مقاتله با صالح حتی در ابتدا به سود محمد پیش رفت به گونه ای که صالح از شهر بست به بیابان‌های اطراف گریخت و بعضی از یاران او متمایل به محمد بن ابراهیم شدند اما این پراکندگی یاران باعث نگردید که صالح دست از مقاومت بکشد. صالح توانست سپاه پراکنده خود را مجدد بازسازی نماید به گونه ای که محمد و سپاهیانش شکست سختی خوردند و او به کهندژ شهر بُست پناه برد و سپس پنهانی از راه بیابان به شهر زرنگ رسید.
صالح بن نصر پس از پیروزی در جنگ به همراه سپاهیان وارد شهر بُست شد و توقع داشت که عیاران شهر به او بپیوندند اما علما و اعیان شهر علی‌رغم اینکه صالح را مدافع مذهب سنت و مخالف خوارج می‌دانستند، باز تمایلی به صالح نداشتند و آن‌ها را افراد فتنه گر و آشوب طلب می‌دانستند.
در همان حال گروهی از علما از صالح پرسیدند به چه دلیلی به شهرشان لشکر کشیده‌است و صالح نیز پاسخ داد برای مقابله با خوارج و قصد دارد فردا از شهر خارج شود و همین کار را هم انجام داد.
چگونگی تسخیر شارستان (شهر درونی) زرنگ: این اتفاق چنین بود که عبید یکی از فرماندهان سپاه ابراهیم بن حضین کوشید تا راه نیروهای صالح را ببندد اما صالح از طریق سرایی که مجاور شارستان بود وارد شد و دروازه را باز نمود بدین گونه سپاهیان صالح وارد شارستان شدند و افرادی که در آنجا به عیاران تمایل داشتند به یاری صالح شتافتند. وقتی شهر سقوط کرد ابراهیم شهر را ترک کرد و صالح بن نصر دستور داد زندان حکومتی را باز نمایند و خانه ابراهیم بن حضین را اشغال کنند اما مردم با این امر مخالف بودند لذا فاتحان شهر را از انجام این کار بازداشتند و به صالح با جدیت گفتند از غارت خانه ابراهیم دست بکشد به این صورت شد که صالح قصد کرد که از شهر برود. صالح می‌پنداشت بزرگان شهر او را همراهی خواهند کرد اما آن‌ها هم او را تأیید نکردند.
بدین گونه بود که ابراهیم بن حضین پس از شکست از صالح برای جبران نیروهای خود را با نیروهای خوارج به سرکردگی عمار بن یاسر متحد کرد اما صالح توانست با یاری مردم زرنگ که مخالف خوارج بودند بار دیگر ابراهیم و هم پیمان او را مغلوب کنند.
بعد از اینکه ابراهیم بار دیگر شکست خورد به ناچار به امیر خراسان عبدالله بن طاهر روی آورد؛ و از پسر خود محمد هم خواست تا سپاهی دیگر جمع‌آوری کند اما تعدادی از یاران محمد بن ابراهیم فرمانده خود را رها کرده و به صالح بن نصر پیوستند و تعداد باقی مانده از سپاه محمد به بُست بازگشتند. بار دیگر میان سپاه صالح و محمد درگیری دیگری واقع شد که محمد به ناچار به پدرش ابراهیم پیوست.

## سرانجام کار صالح
پس از این پیروزهای پی در پی صالح بن نصر او پیشنهاد غارت خانه محمد و سردارانش را صادر کرد که امر سبب گشت که میان نیروهای متحد شده شکافی ایجاد گردد؛ سپاه صالح به دو گروه سگزی و بُستی تقسیم شدند. برای خاموش کردن دو دستگی صالح بن نصر از جانشین خود در بُست کمک خواست اما یعقوب لیث و حامد سرناوک سر راه سپاه جانشین صالح مالک را گرفتند و او را کشتند. صالح با این اتفاق‌هایی که افتاد به این نتیجه رسید که شکاف میان او و امرای سگزی اش رفع نخواهد شد بنابراین با سپاهیان وفادار خود به بُست گریخت اما در بین راه در محلی به نام نوق یا نوقات برای جنگ با یعقوب توقف کرد سرانجام صالح در این نبرد از یعقوب لیث شکست خورد و مخفی گشت و سپاهیان سیستانی هم بعد از پیروزی یعقوب بیعت خود را از صالح برداشتند.